# コッポラの胡蝶の夢
『コッポラの胡蝶の夢』（コッポラのこちょうのゆめ、Youth Without Youth）は、2007年のアメリカ・ドイツ・イタリア・フランス・ルーマニア映画である。ミルチャ・エリアーデの小説『若さなき若さ』の映画化作品。フランシス・フォード・コッポラは、10年ぶりに監督を担当した。

## ストーリー
1938年、遺言で8千冊の本を高校に寄付したという70歳の言語学者ドミニクは、自身の言語学の研究も未完のまま、「別の世界にあなたは生きている」と言われて別れたラウラを忘れられない孤独な日々を送っていた。彼女は別の男と結婚して子をもうけ1年後に亡くなったという。ある復活祭の日、彼は突然雷に打たれ病院に収容される。復活祭に亡くなった人の魂は天国に直行するといわれるが、奇跡的に一命をとりとめる。しかも驚異的な頭脳と若き肉体に復活していた。その日、自殺しようと思ってストリキニーネを入れた封筒を持ち歩いていたという。気をつけろと言われていた6号室の女性と寝てどの言語の質問にもよどみなく答えたという、その超常的な現象をヒトラーが関心を持ち、ゲシュタポに拉致される前に逃走。
1941年からジュネーブなど戦火のヨーロッパをさまざまな人々に追いかけられる。読む前から本の内容が分かるようになり、特殊な能力を使い、ルーレットで生活する。
1955年．ラウラに生き写しのヴェロニカと出会う。落雷に遭い、サンスクリット語で話し、1400年前インドに住み、洞窟で瞑想していたルピニだという。ローマの東洋研究所の教授とインドの洞窟に向かうが、ケガをしてヴェロニカに戻る。「輪廻」と騒がれ、二人でマルタに逃げる。彼女の言語は古代エジプト語から古い言語に戻って行く。おかげで人類が未踏の言語の起源に迫る研究も、完成するかにみえたが、25歳なのに老女になる。自分のせいと別れることに。
1969年、ブカレストのホテルで鏡に映る分身を殺す。カフェに行き、友人たちに荘子の「胡蝶の夢」を語りながら年老いて行く…翌朝、雪の中で凍死したドミニクが発見される。

## キャスト
| 役名                             | 俳優                         | 日本語吹替 |
| -------------------------------- | ---------------------------- | ---------- |
| ドミニク                         | ティム・ロス                 | 内田直哉   |
| ラウラ、ヴェロニカ、ルピニ       | アレクサンドラ・マリア・ララ | 木下紗華   |
| スタンチェレスク教授             | ブルーノ・ガンツ             | 辻親八     |
| LIFEマガジンの記者（カメオ出演） | マット・デイモン             |            |
| ルードルフ博士                   | アンドレ・ヘンニッケ         | 谷昌樹     |
| トゥッチ教授                     | マーセル・ユーレス           |            |
| 6号室の女                        | アレクサンドラ・ピリチ       |            |
| 学問僧                           | エイドリアン・ピンティー     |            |
| ガヴリーラ医師                   | フローリン・ピエルジクJr.    |            |
| キリーラ医師                     | ゾルタン・バトク             |            |
| フロントの女性                   | アナマリア・マリンカ         |            |

## 製作

### 背景
『レインメーカー』以来10年間作品を発表していなかったフランシス・フォード・コッポラ。若い頃から職業監督として成功し、プロデューサーや映画会社の意に沿った作品ばかり監督してきたと彼は発言し、映画製作に対し欲求不満があったという。そこでワイナリー事業も軌道に乗り過去の破産から経済的に立ち直った彼が、私財を投じて作り上げたパーソナルな作品が『コッポラの胡蝶の夢』である。本作の前には『メガロポリス』というアメリカ同時多発テロ以降のニューヨークを背景にしたユートピア思想の作品構想があった。しかし諸々の事情によりその企画が困難になったが、作品の相談役としてティーンエイジャーの頃からの友人でシカゴ大学教授のウェンディからミルチャ・エリアーデの小説『若さなき若さ』を紹介された。『若さなき若さ』は『トワイライトゾーン』のような話だとコッポラは言う。またティム・ロスは大のコッポラファンであり、若かりし頃に自分を映画に出してくれとコッポラ本人にオファーの手紙を書いたことがあるという。荘子の思想を表す説話『胡蝶の夢』から取られた邦題であるが、この説話については原作でも言及されている。

### コッポラと音楽、音響
コッポラ監督の父カーマイン・コッポラはフルート奏者・作曲家として活躍し、『ゴッドファーザー PART II』でアカデミー作曲賞、『地獄の黙示録』（1979年）でゴールデングローブ賞の音楽賞を受賞した。『地獄の黙示録』でヴァーグナーの楽劇「ワルキューレ」より「ワルキューレの騎行」をヘリコプターの爆撃音と重ね合わせたり、『ゴッドファーザー』シリーズでもニーノ・ロータの印象的な旋律と、銃声が響きわたる音響効果を意識した秀逸な表現が特徴である。『コッポラの胡蝶の夢』の作曲家オスバルド・ゴリホフはアルゼンチン出身で、現代音楽でありながらヨーロッパの様式を越えたオリエンタルな響きが特徴的な作曲家である。映画の仕事は『耳に残るは君の歌声』だけだが、コッポラはゴリホフを抜擢し、ヨーロッパ各地をめぐる本作に、より情緒的で刺激的な風情を出すことに成功している。

### ルーマニア・ロケーション
本作はほとんどがルーマニアで撮影された。物語に出てくる他の国もほとんどがルーマニアで代用されているようである。ルーマニアの豊かな演劇文化、映画文化のおかげで優秀なスタッフとキャストの大半をルーマニアで確保できたという。ブカレスト近郊にある、老化予防医学の権威アナ・アスラン博士（1897年 - 1988年）によって設立されたクリニック「アナ・アスラン」でも撮影された。